# Aloe clarkei
Aloe clarkei är en grästrädsväxtart som beskrevs av Leonard Eric Newton. Aloe clarkei ingår i släktet Aloe och familjen grästrädsväxter.
Artens utbredningsområde är Etiopien. Inga underarter finns listade i Catalogue of Life.